# Converter
Скотт Стюргис — американский музыкант из Сиэтла. Создатель и единственный член проекта Converter, наиболее типичный представитель такого музыкального направления как power noise/rhythmic noise. Саунд отличается мощным, плотным звуком, агрессивным ритмом и достаточно сложными по структуре композициями.

## Дискография
- Coma LP (1999, Hymen Records)
- Shock Front EP (1999, Ant-Zen)
- Blast Furnace EP (2000, Ant-Zen)
- Firebloom LP (2000, Hymen Records)
- Erode with Asche and Morgenstern, EP (2001, Ant-Zen)
- Exit Ritual EP (2003, Ant-Zen)
- Expansion 1.3 EP (2003, Ant-Zen)
- Expansion Pack 1.10 EP (2003, Ant-Zen)
- Divider E.P. with Klima, EP (2005, Kellermusik Records)
- Expansion Pack 2.0 LP (2005, Ant-Zen)